# Sector 4

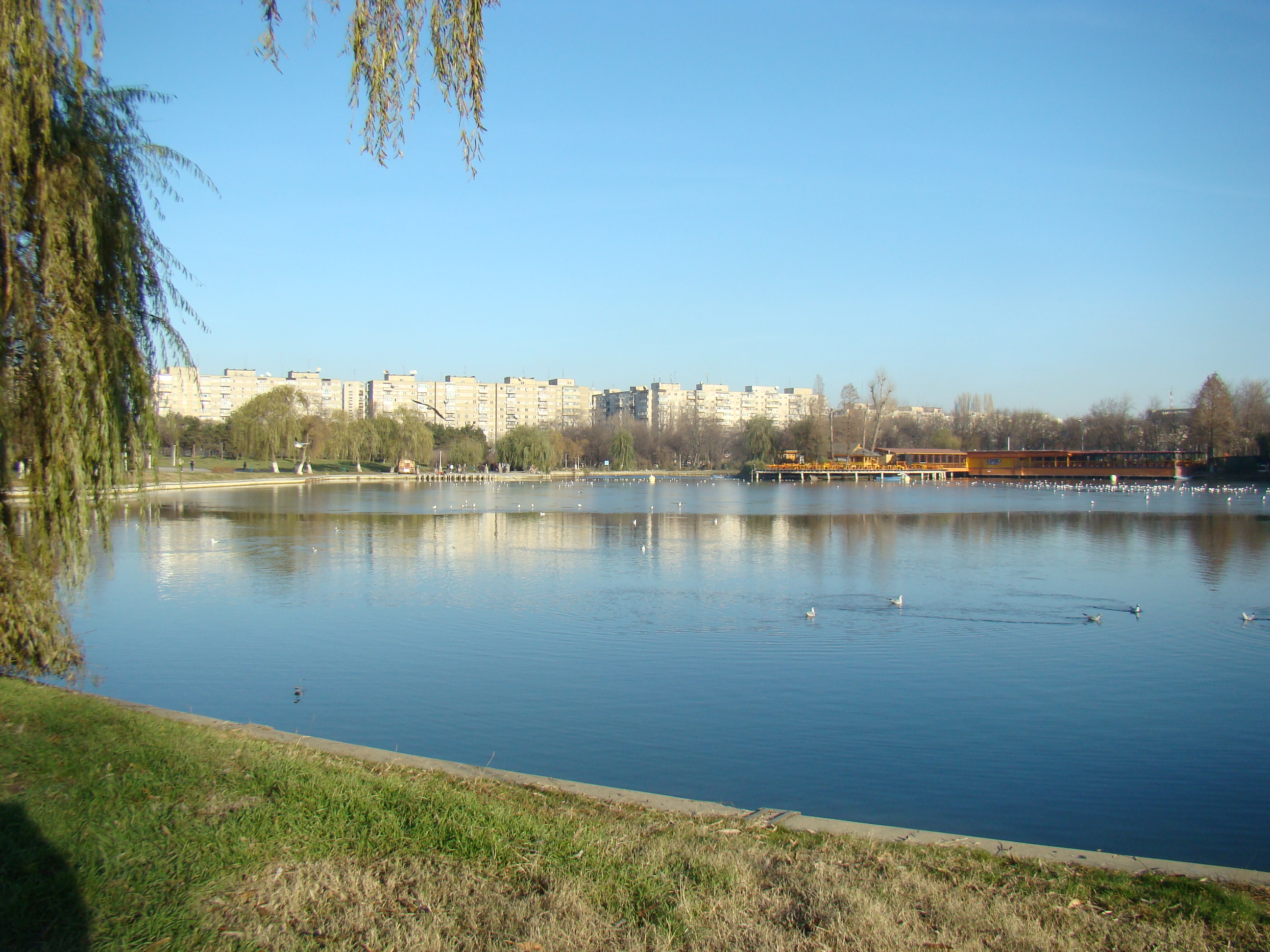
Tineretuluipark

Sector 4 is een district in het zuiden van de Roemeense hoofdstad Boekarest. Net zoals Sector 2 en Sector 5 is het een van de kleinere districten van Boekarest. Dit district bestaat uit de wijken Giurgiului, Berceni, Olteniței, Tineretului en Văcărești. Aangrenzende districten zijn Sector 3 en Sector 5.

## Politiek
De burgemeester van de sector werd in 2016 Daniel Băluță, van de Sociaaldemocratische Partij. In 2020 werd hij herkozen. De Lokale Raad van Sector 4 heeft 27 zetels en wordt om de vier jaar herkozen. De resultaten van de lokale verkiezingen in de 21e eeuw zijn hieronder in tabelvorm.
| Partij                        | 2004 | 2008 | 2012 | 2016 | 2020 |
| ----------------------------- | ---- | ---- | ---- | ---- | ---- |
| D.A.                          | 10   | -    | -    | -    | -    |
| PSD                           | 8    | 8    | -    | 9    | 11   |
| PC                            | 5    | 5    | -    | -    | -    |
| PNL                           | 4    | 4    | -    | 5    | 5    |
| PDL                           | -    | 10   | 4    | -    | -    |
| USL                           | -    | -    | 20   | -    | -    |
| PP-DD                         | -    | -    | 3    | -    | -    |
| USR / 2020 USR-PLUS Alliantie | -    | -    | -    | 6    | 9    |
| PMP                           | -    | -    | -    | 3    | 2    |
| PPU                           | -    | -    | -    | 3    | -    |
| ALDE                          | -    | -    | -    | 1    | -    |

Districten: Sector 1 · Sector 2 · Sector 3 · Sector 4 · Sector 5 · Sector 6

Wijken: Băneasa · Berceni · Centru Civic · Colentina · Cotroceni · Crângași · Dristor · Drumul Taberei · Dudești · Ferentari · Floreasca · Giulești · Iancului · Lipscani · Militari · Obor · Olteniţei · Pantelimon · Pipera · Rahova · Tei · Titan · Văcăreşti · Vitan